# Убалы
Убалы (баш. Убалы) — упразднённый в 2005 году поселок Инзерского сельсовета в Архангельском районе Республики Башкортостан.

## История
по состоянию на 1 июня 1952 года поселок Убалы не зафиксирован.
по состоянию на 1 января 1969 года, 1 июля 1972, 1 сентября 1981 года Убалы входил в Инзерский сельсовет, преобладающая национальность — башкиры.
Закон «О внесении изменений в административно-территориальное устройство Республики Башкортостан в связи с образованием, объединением, упразднением и изменением статуса населенных пунктов, переносом административных центров» от 20 июля 2005 года N 211-з постановил:

ст. 4. Упразднить следующие населенные пункты:

2) в Архангельском районе

е) поселок Убалы Инзерского сельсовета

## География
Находилась в лесистой местности у реки Инзер.

## Географическое положение
По состоянию на 1 сентября 1981 года расстояние до :
- районного центра (Архангельское): 12 км,
- центра сельсовета (Валентиновка): 9 км,
- ближайшей железнодорожной станции (Приуралье): 18 км.